# Блакитна діра
Блакитна діра (англ. blue hole) — підводна печера або глибоке вертикальне заглиблення. Термін блакитна діра — загальна назва для карстових лійок, заповнених водою і таких, що знаходяться нижче від рівня моря. Свою назву дістали через вражаючий контраст глибокої темно-блакитної води і світлішої води навкруги.

## Утворення

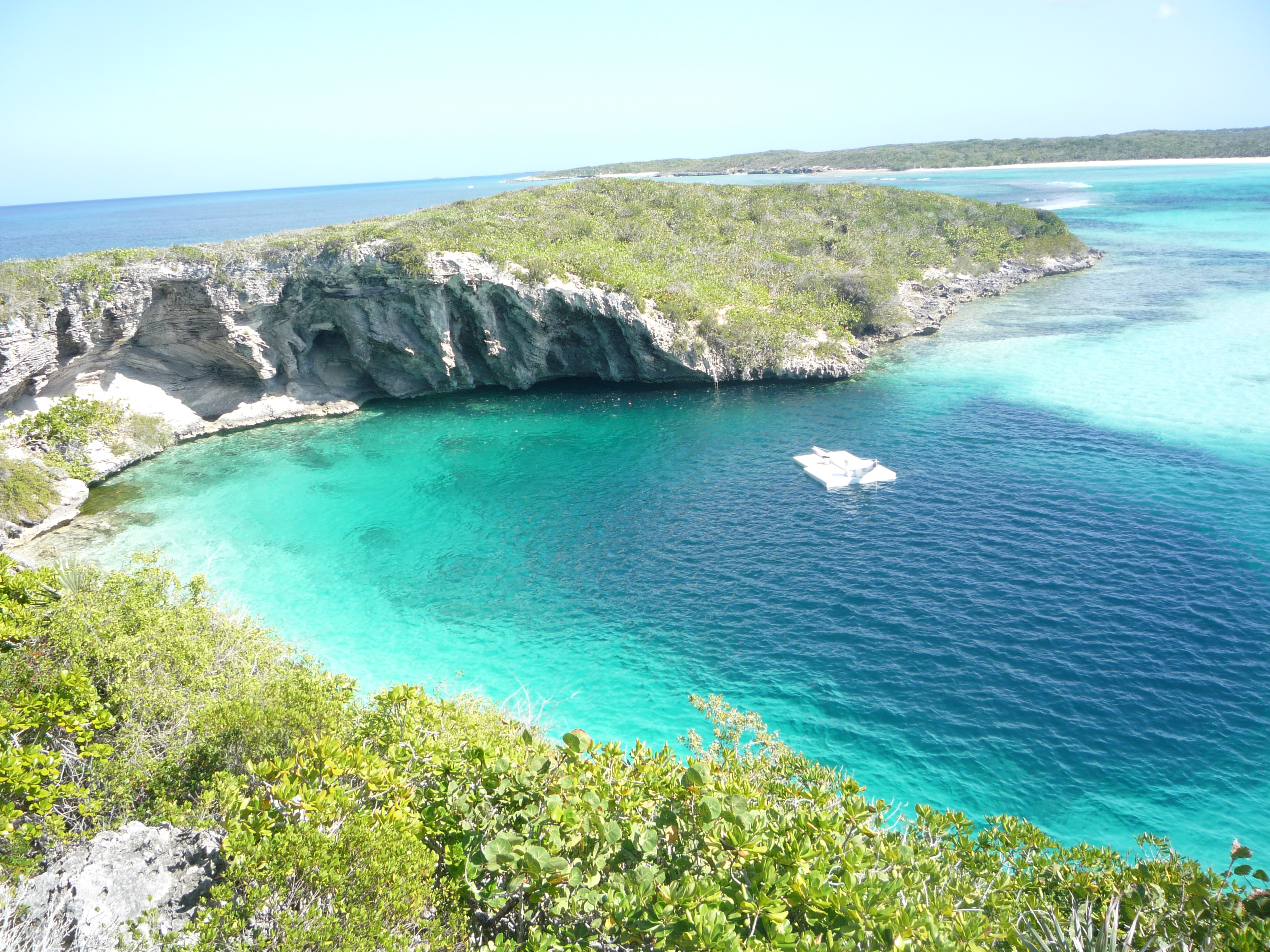
Блакитна діра Діна, Лонг-Айленд, Багами

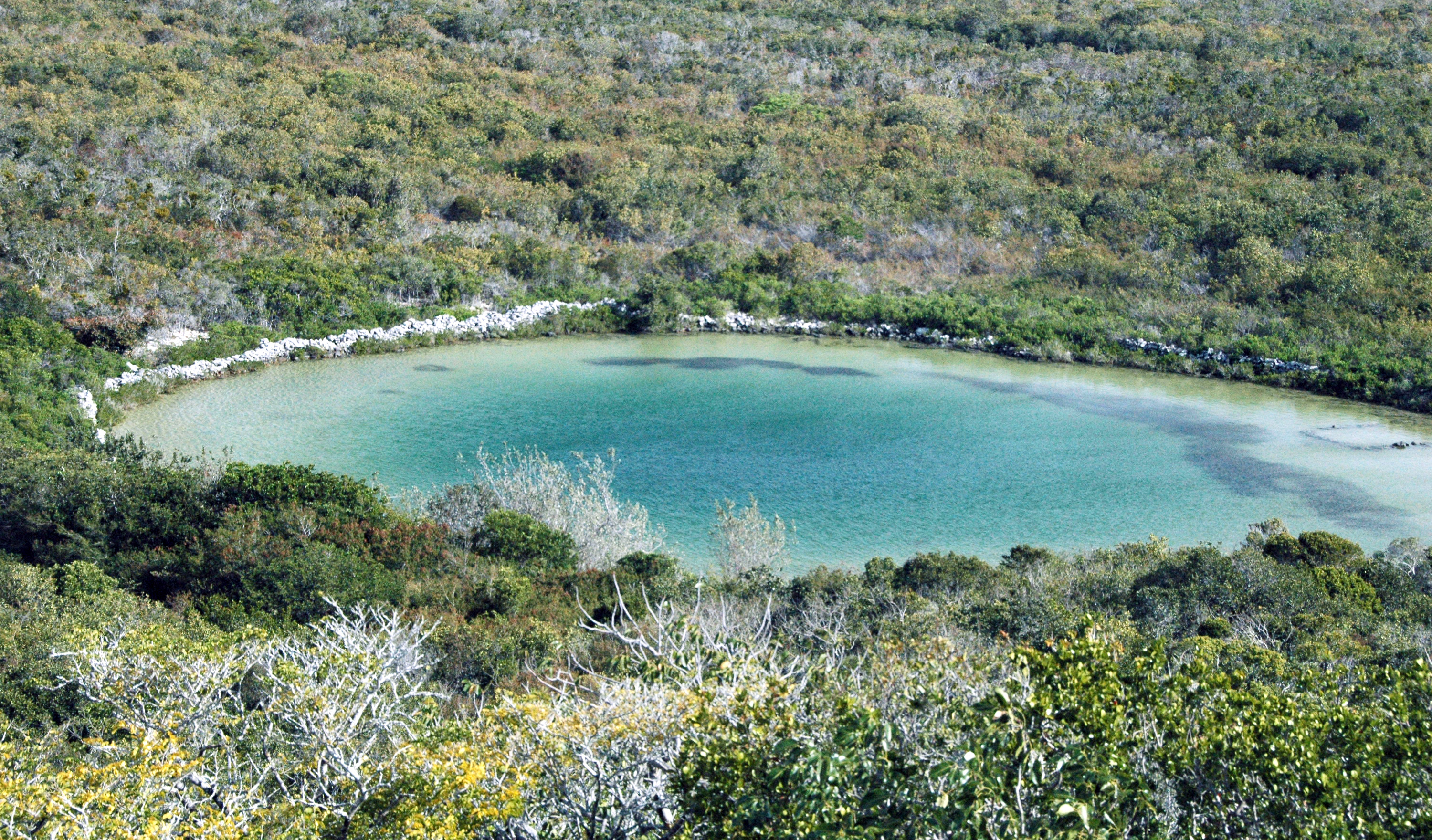
Блакитна діра Ватлінга, Острів Сан-Сальвадор, Багами

Багато блакитних дір утворилися під час льодовикового періоду, коли рівень поверхні води був нижчий на 100—120 м, наприклад, внаслідок вимивання тріщин у вапнякових породах під дією дощових вод. Пізніше ж рівень моря, який був набагато нижчий за часів льодовикового періоду (бл. 15 000 років до н. е.), підвищився до нинішнього рівня.

## Розміри
Розмір блакитних дір може бути різним, від кількох десятків до кількох сотень метрів. Найглибшою блакитною дірою в світі станом на 2024 рік є «Таам Джа» (англ. Taam Ja' Blue Hole) в затоці Четумаль Карибського моря, глибина якої сягала 420 метрів. Другою за глибиною є «Діра дракона» (англ. Dragon Hole), або «Юнле», розташована в акваторії Парасельських островів, у Південнокитайському морі, її глибина становить 300,89 метрів. Згідно з китайськими легендами, мавпа, наділена надздібностями, отримує чарівну паличку від дракона, що живе тут, — повелителя підводного царства. У верхній частині діри виявлено понад 20 видів живих істот, а на глибині більше 100 м, де кисню немає, життя не виявлено. Третя найглибша блакитна діра в світі — Блакитна діра «Діна» (англ. Dean's Blue Hole) глибиною 202 метри, розташована в бухті на захід від міста Кларенс на Лонг-Айленді, Багами. Ближче до поверхні вона має округлу форму, з діаметром від 25 до 35 м, а починаючи з глибини в 20 м діра розширюється до 100 м у діаметрі.
Велика блакитна діра (англ. Great Blue Hole) у складі Белізького бар'єрного рифа має діаметр до 320 м, глибину — до 125 м. Блакитна діра в Червоному морі біля берегів Єгипту має глибину 130 м. Інші блакитні діри приблизно вдвічі менші за глибиною. Діаметр верхнього входу коливається зазвичай від 25–35 метрів (Блакитна діра «Діна») до 300 метрів (Велика блакитна діра в Белізі).
Найбільша в цілому блакитна діра (з урахуванням глибини і ширини) знаходиться в 100 кілометрах від узбережжя Белізу. Велика блакитна діра має величезну ширину 300 метрів і глибину 125 метрів.